# Pandora (powieść)
Pandora – pierwsza powieść z cyklu Nowe kroniki wampirów autorstwa Anne Rice.
Pandora, starożytny wampir opowiada swoje losy Davidowi Talbotowi, dawnemu członkowi Talamaski, obecnie wampirowi. Jej podróż przez wieki rozpoczyna się w drugim dziesięcioleciu nowej ery. Pandora była córką rzymskiego patrycjusza. Już za życia znała Mariusa, który chciał ją poślubić, lecz ojciec Pandory, wtedy Lydii, się na to nie zgodził. Gdy rozpoczęły się represje w czasach cesarza Tyberiusza, Lydia uciekła do Antiochii, gdzie ponownie spotyka Mariusa, lecz już jako wampira. Marius przemienia ją w wampira, a ta razem z nim opiekuje się Enkilem i Akashą, aż do momentu, kiedy to niebezpieczny klan chce napaść na parę królewską.
Powieść została wydana w roku 1998, a polskie wydanie miało miejsce w roku 2002.